# ام‌اس گلکسی
ام‌اس گلکسی (به انگلیسی: MS Galaxy) یک کشتی است که طول آن ۲۱۲٫۱۰ متر (۶۹۵ فوت ۱۰ اینچ) می‌باشد. این کشتی در سال ۲۰۰۵ ساخته شد.